# Sân bay khu vực Northwest Arkansas
Sân bay khu vực Northwest Arkansas (mã IATA: XNA, mã ICAO: mã KXNA, mã FAA LID: XNA) là một sân bay công cộng trong quận Benton, tiểu bang Arkansas, Hoa Kỳ.
Sân bay có khoảng cách 15 hải lý (28 km; 17 mile) về phía tây bắc của thành phố Fayetteville và 10 hải lý (19 km; 12 mi) về phía tây bắc của thành phố Springdale. Sân bay nằm trong Highfill, Arkansas, Arkansas, cũng gần thành phố Bentonville, Rogers, và Siloam Springs, Arkansas. Nó thường được gọi bởi mã IATA của nó, được tích hợp trong logo của sân bay là "Fly XNA".
XNA  đượcmở cửa vào tháng 11 năm 1998 là một sân bay thay thế cho hàng không thương mại trước đây được phục vụ bởi sân bay cũ của Fayetteville và Drake Field, vốn là sân bay cỡ nhỏ để phục vụ cho khu vực Tây Bắc Arkansas phát triển nhanh chóng. XNA có lẽ là sân bay nhỏ nhất có chuyến bay thẳng hàng ngày quanh năm đến các thành phố lớn như Thành phố New York, Los Angeles, Atlanta, Cincinnati, Chicago và Dallas, phần lớn là do sự hiện diện của một trong những công ty lớn nhất thế giới, Wal-Mart, ở gần Bentonville. Envoy (hãng hàng không trong khu vực cho American Airlines) là hãng hàng không lớn, trước đây phục vụ 6 thành phố, và hiện 4 từ XNA: Dallas / Fort Worth, Chicago O'Hare, LaGuardia của New York và Los Angeles.